# Sig-Sauer P245
Le SIG-Sauer P245 est un pistolet semi-automatique développé en Suisse par SIG et fabriqué en Allemagne par Sauer & Sohn
Le SIG-Sauer P245 est la version compacte en calibre .45 ACP (11,43 mm) du Sig-Sauer P220.
Il est principalement destiné au marché américain pour séduire les policiers en civil et les citoyens cherchant une arme facile à porter.  Le chargeur est terminé par un talon en caoutchouc pour faciliter la tenue en main.
Le mécanisme de la platine est en Double Action (DA/SA) ou en Double Action Only (DAO). 

## Caractéristiques
- Calibre: .45 ACP
- Dimensions en tout: 185 x 135 x 35 mm: 185 mm
- Longueur du canon: 99 mm
- Pas des rayures: 400 mm
- Nombre de rayures: 6
- Poids chargé: 815 g
- Capacité chargeur: 6 coups